# La mariée du régiment
La mariée du régiment è un film del 1936 diretto da Maurice Cammage.

## Trama
Il soldato Mamert è l'erede di cinque milioni di dollari, ma questa eredità è stata inventata per sposare una ragazza.